# Площа М'ясникова (Мінськ)
53°53′38″ пн. ш. 27°32′31″ сх. д. / 53.89389° пн. ш. 27.54186° сх. д.
Площа М'ясникова (біл. Плошча Мяснікова) — площа в Московському районі Мінська, знаходиться між вулицями Радянською, М'ясникова та Бобруйською. найближча станція метро — Площа Леніна. Площу назвали на честь Олександра М'ясникова (1886—1925), революціонера, радянського партійного і державного діяча, одного з керівників встановлення радянської влади в Білорусі.